# Противник (фильм)
«Проти́вник» (бенг. প্রতিদ্বন্দ্বী, Pratidwandi; другое название «Сиддхартха в городе») — чёрно-белый фильм-драма 1970 года индийского режиссёра Сатьяджита Рая. Это первый фильм из трилогии о Калькутте, в которую также входят фильмы «Компания с ограниченной ответственностью» (1971) и «Посредник» (1976).

## Сюжет
Фильм рассказывает о тяжёлом положении молодёжи в Индии и о проблемах, с которыми ей приходится сталкиваться.
После смерти отца Сиддхартха вынужден бросить медицинский колледж и искать работу, но везде, куда бы он не обращался, он встречает таких же отчаявшихся от нищеты и отсутствия работы молодых людей. Во время одного из собеседований Сиддхартха взбунтовался и уехал из Калькутты в деревню, где устроился работать в аптеку. Теперь он стал независимым и надеется в скором будущем занять достойное место в обществе и жениться на любимой девушке.

## В ролях
| Актёр               | Роль                |
| ------------------- | ------------------- |
| Дхритиман Чаттерджи | Сиддхартха Чаудхури |
| Джаяшри Рой         | Кейя                |
| Дебрадж Рай         | Туну                |
| Кришна Босе         | Сутапа              |
| Бхашкар Чоудхури    |                     |
| Кальян Чоудхури     | Шибен               |
| Индира Деви         | Сароджини           |
| Совен Лахири        | Саньял              |
| Мамата Чаттерджи    | жена Саньяла        |
| Пису Маджумдар      | отец Кейи           |

## Награды
| Награды и номинации | Награды и номинации             | Награды и номинации | Награды и номинации | Награды и номинации |
| Год                 | Награда                         | Категория           | Номинирован(а)      | Итог                |
| ------------------- | ------------------------------- | ------------------- | ------------------- | ------------------- |
| 1971                | Национальная кинопремия (Индия) | Лучший режиссёр     | Сатьяджит Рай       | Победа              |
| 1971                | Национальная кинопремия (Индия) | Лучший сценарий     | Сатьяджит Рай       | Победа              |